# Zuccabar
Zuccabar ou Zucchabar est une ancienne ville de la province romaine de Maurétanie césarienne. Elle est située sur l'emplacement de l'actuelle Miliana, en Algérie.

## Toponymie
Les anciens historiens comme Pline l'Ancien et Ptolémée ont eu des divergences quant à l'origine, du toponyme de cette localité. Plusieurs appellations ont été citées telles que Zuccabar, Zucchabar, Sugabar et Manliana ou Malliana.
Le toponyme Zucchabar ou Sugabar a été mentionné dans les monuments épigraphiques indiquant l'emplacement princeps de la cité. Ce nom serait d'importation phénicienne ou libyco-berbère signifiant « marché du blé ».
Le nom de Manliana ou Malliana est cité dans l'antiquité pour une agglomération située à l'emplacement actuel de la ville ou dans ses environs et Saint Augustin évoque un évêque de cette cité. Ce nom d'origine latine est attribué à une fille de famille patricienne romaine (Manlia) propriétaire de grands domaines dans cette région agricole de la vallée du Chélif. Mais selon d'autres auteurs, ce nom est berbère. Pline a, quant à lui, qualifié cette cité de Colonia Augusta.
À la conquête arabe Manliana fut arabisée pour devenir "Meliana", qui signifie en arabe, « emplie", ie. pleine de richesses », en somme de ressources en eau et en fruits.

## Histoire
Zuccabar fut longtemps une capitale-refuge des rois Numides. En 105 av. J.-C. Jugurtha aurait été capturé non loin de la région.
Une garnison romaine est fondée à Zucchabar par l'empereur Octave entre 27 et 25 av. J.-C.. La ville est citée lors de l'insurrection du chef berbère Firmus, en 375 ; le général romain Théodose a évacué Césarée (Cherchell) pour occuper Sugabar.
Zuccabar fut constituée en colonie romaine (Colonia Iulia Augusta Zucchabar) sous l’empereur Auguste.
En effet, l’actuelle Miliana correspond, à la ville d’origine punique connue à l’époque romaine sous le nom de « Zucchabar » (ou même « Succhabar »). Sous le règne d’Auguste, elle reçut le statut de colonie et fut ainsi appelée Colonia Iulia Augusta Zucchabar. Le géographe Ptolémée utilisa la forme grecque du nom : Ζουχάββαρι (Zuchabbari). Pline l’Ancien l’appelle « la colonie d’Augusta, également appelée Succabar », et Ammien Marcellin lui donne le nom de Sugabarri, ou sous forme adjectivale Sugabarritanum,,.
Zuccabar appartenait à la province romaine de Maurétanie Césarienne,, et était située à 70 km au sud de la capitale Césarée, avec une population d’environ 5 000 habitants (principalement des Berbères romanisés).
Miliana fut (re)fondée au Xe siècle par Bologhine ibn Ziri sur le site de l’ancienne ville romaine de Zuccabar.

## Diocèse
Zuccabar devint un siège épiscopal chrétien au IVe siècle. Le nom de deux de ses évêques catholiques ainsi que celui d’un donatiste sont conservés  :
- Maximianus, qui assista à la conférence de Carthage (411) ;
- Germanus, l’évêque donatiste présent à la même conférence ;
- Stephanus, l’un des évêques catholiques convoqués par Huneric à une réunion à Carthage en février 484, puis exilé.

Ce siège épiscopal figure toujours dans la liste des sièges titulaires de l’Église catholique. À la fin de l’Antiquité, il s’agissait d’un siège épiscopal qui a été « ressuscité » comme siège titulaire de l’Église catholique romaine depuis 1967.

## Vestiges archéologiques
Les ruines de Zucchabar se voyaient au temps d’Al-Bakri, et dont quelques vestiges ont été signalés par Thomas Shaw, au XVIIIe siècle, ils subsistaient encore lors de l’occupation française. 

## Dans la culture
On la voit reconstituée dans le film Gladiator lorsque Maximus est à l'école du laniste. En effet dans le scénario du film, Zucchabar est présentée comme une ville de province en Afrique du Nord, où Maximus (Russell Crowe), réduit en esclavage, est vendu à un marchand de gladiateurs nommé Proximo (Oliver Reed). C’est là qu’il est formé, aux côtés d'autres esclaves, pour devenir gladiateur.